# Густаво Навейра
Густаво Навейра (род. 1960, Комодоро-Ривадавия, Чубут) — аргентинский исполнитель и преподаватель танго. Подробно исследовал движения аргентинского танго, плотно занимался изучением понятия «Танго нуэво».

## Биография
Густаво стал обучаться игре на гитаре с семи лет и плотно занимался до двадцатилетия, так же изучая музыкальное искусство в течение трех лет в консерватории. Танцевать он стал в относительно позднем возрасте — 20 лет. В 1997 году появился в фильме Салли Поттер «Урок Танго», а также сформировал собственную группу с Фабианом Саласом и Пабло Вероном при подготовке к съемках фильма. Позже совместно с Саласом он образовал группу исследователей танцевальных движений танго под названием Cosmotango.
С Жизель Анне он танцует примерно с 1995 года. Они широко известны своей преподавательской деятельностью и своим «интеллектуальным» подходом к обучению танго.

## Связь с танго нуэво
В июле 2009 Густаво Навейра так написал о нуэво в статье New Tango:
Существует некая путаница в определении нуэво как танца танго: его называют стилем, формой или техникой. Часто термин «нуэво» используется для обозначения стиля танца, что вновь является ошибкой. На самом же деле это все то, что происходило с танго с 1980 годов. Это не стиль. Танго Нуэво — это не термин, не название (за исключением одного произведения А.Пьяццоллы). Имея это все в виду, такими простыми словами выражается то, что происходит с танго в целом, его эволюция. так же это не стиль, так как количество танцоров увеличивается, танго улучшается и развивается, обогащая себя чем-то новым. Так же недавно состоялось обсуждение по проблеме близких позиций, деления танца на открытый и закрытый стиль, что так же не может не вызывать путаницы. Открытые позиции или закрытые, танец отдельно или рядом — это все уже устарело, отголоски старого образа мышления из-за отсутствия технических знаний из прошлых вех. Это разделение на закрытые и открытые часто используется теми, кто пытается откреститься от эволюции танца, они просто скрывают свой недостаток знаний. Нам же совершенно ясно, что расстояния в танце намного более сложны, чем просто открытые или закрытые позиции. Мы узнаем что-то новое и систематизируем это. Результатом наших усилий является открытие для танца более широких возможностей, а также художественной красоты и качества.

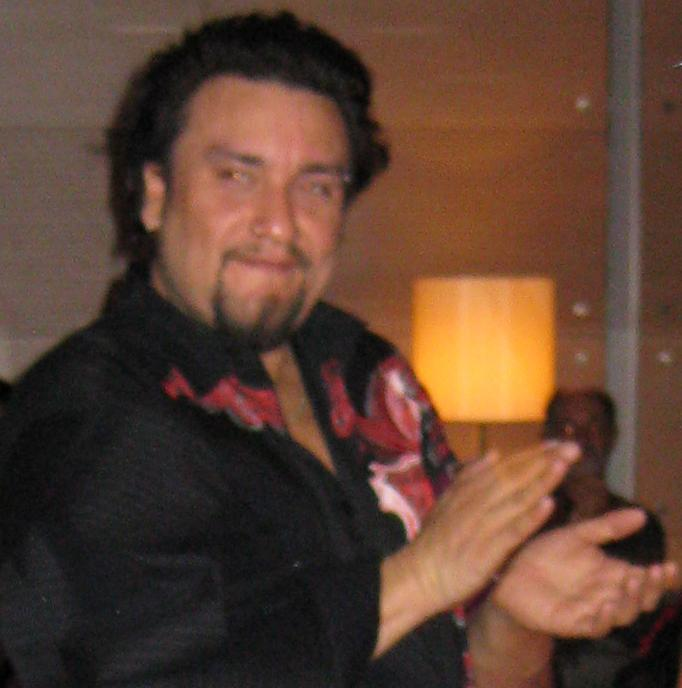
Мариано Фрумболи

## Танцевальное наследие
Оказал большое влияние в плане стиля самого танца на Мариано Фрумболи, известного танцора, когда тот стал заниматься танцами.